# Атомная дипломатия

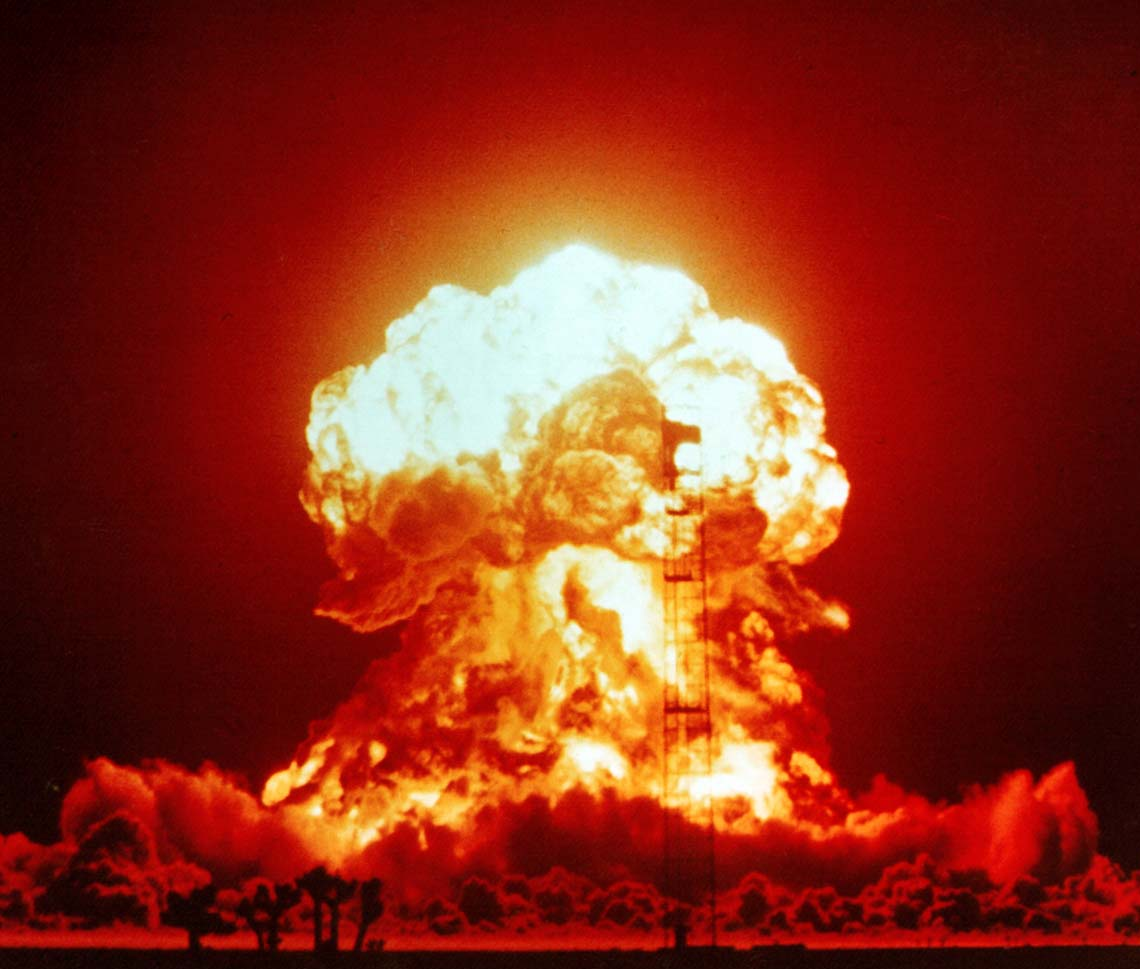
Operation Upshot-Knothole — Badger 001

Атомная дипломатия (англ. Atomic diplomacy) — термин, вошедший в употребление после применения атомной бомбы (август 1945), для обозначения методов и приёмов дипломатии США, использующей обладание секретами производства атомной бомбы в целях внешнеполитического давления. Термин также может использоваться для обозначения внешней политики, основывающейся на обладании ядерным оружием.

## История
Внешнеполитический курс США в конце и после Второй мировой войны основывался на монопольном обладании ими ядерным оружием в 1945—1949 годах, что использовалось для политического давления в первую очередь на СССР с целью получения преимуществ в деле установления устройства послевоенного мира. Связано с именем 33-го президента США Гарри Трумэна, который в первый раз попытался воспользоваться успешными результатами испытаний атомной бомбы в качестве аргумента на переговорах уже во время Потсдамской конференции в июле 1945 года.
«Газетная и журнальная печать США в 1946 году была переполнена высказываниями о возможности атомной войны против Советского Союза», — отмечал в своём письме к Лаврентию Берии профессор Александров, Семён Петрович.
Считается потерпевшей провал после обретения СССР собственного ядерного оружия, подкреплённого фактом проведения его первого испытания 29 августа 1949 года .

 В «Белой книге о последствиях атомной бомбардировки» видные японские ученые во главе с лауреатом Нобелевской премии физиком Хидэки Юкава делают вывод, что участь Хиросимы и Нагасаки должна была подкрепить заявку Вашингтона на превращение XX столетия в «век Америки». — Всеволод Овчинников, 